# Der Kurier (Karlsruhe)

Logo Der Kurier

Der Kurier war eine seit 1964 erscheinende Gratiszeitung, die in der Region Karlsruhe (mit den Städten Ettlingen, Bühl, Achern, Bruchsal und Bretten) vertrieben wurde. Ihr Erscheinen wurde mit der 48. Kalenderwoche 2020 eingestellt. Der Kurier wurde mit dem Anzeigenblatt Sonntag fusioniert und erscheint seit der 49. Kalenderwoche 2020 unter dem Namen Badische Woche, nach eigenen Angaben in einer Auflage von "über 205.000 Exemplaren". Verlag und Herausgeber haben sich nicht geändert.
Das Anzeigenblatt, auch Karlsruher Kurier genannt, erschien einmal wöchentlich in einer Gesamtauflage von über 388.000 Exemplaren. Es enthielt neben Anzeigen einen umfangreichen redaktionellen Teil und verschiedene Rubriken (Service, Sport, Lokales, Aktuelles) mit Informationen, Veranstaltungshinweisen, Literatur- und Filmrezensionen. Der Kurier wurde im Vierfarben-Rotationsdruckverfahren hergestellt und hatte in der Regel einen Umfang von 36 bis 40 Seiten. Verlag und Herausgeber war die Der Kurier Südwestdeutsche Druck- und Verlagsgesellschaft mbH, die ihren Sitz im selben Haus hat wie die Badischen Neueste Nachrichten (BNN). Der Verleger der BNN, Hans Wilhelm Baur, war auch einer der Geschäftsführer beim Kurier.
Neben dem in allen Ausgaben gleichen Hauptteil enthielt jede Ausgabe einen besonderen Teil entsprechend dem Vertriebsgebiet. Hauptausgaben erschienen für Karlsruhe, Ettlingen und die Hardt, Regionalausgaben für Achern, Bretten, Bruchsal, Bühl.
Die Stadt Karlsruhe veröffentlichte in der Karlsruher Ausgabe des Kurier die StadtZeitung Karlsruhe, das offizielle Amtsblatt der Stadt Karlsruhe, das von einer selbstständigen Redaktion erstellt wurde, die ihren Sitz im Rathaus Karlsruhe hatte. Die StadtZeitung Karlsruhe erscheint nun in der Badischen Woche und enthält alle offiziellen amtlichen Bekanntmachungen und Ausschreibungen der Stadt Karlsruhe, aber auch kurze Berichte und Informationen zum aktuellen Geschehen in der Stadt.